# اسکوبی-دو ۲
اسکوبی-دو ۲: هیولا رهاشده (به انگلیسی: Scooby-Doo 2: Monsters Unleashed) فیلمی محصول سال ۲۰۰۴ به کارگردانی راجا گاسنل است. این فیلم دنباله فیلم اسکوبی-دوو محصول شرکت پویا نمایی هانا-باربرا است در این فیلم سارا میشل گلر، فردی پرینز، متیو لیلارد، لیندا کاردلیانی، ست گرین، پیتر بویل، تیم بلیک نلسون و آلیشا سیلورستون، امیلی تننت، لارن کندی، اسکات مک‌نیل، کوین دوراند، جکسون رادبون، براندون جی مک‌لارن بازی کردند.